# Tommy Ellis

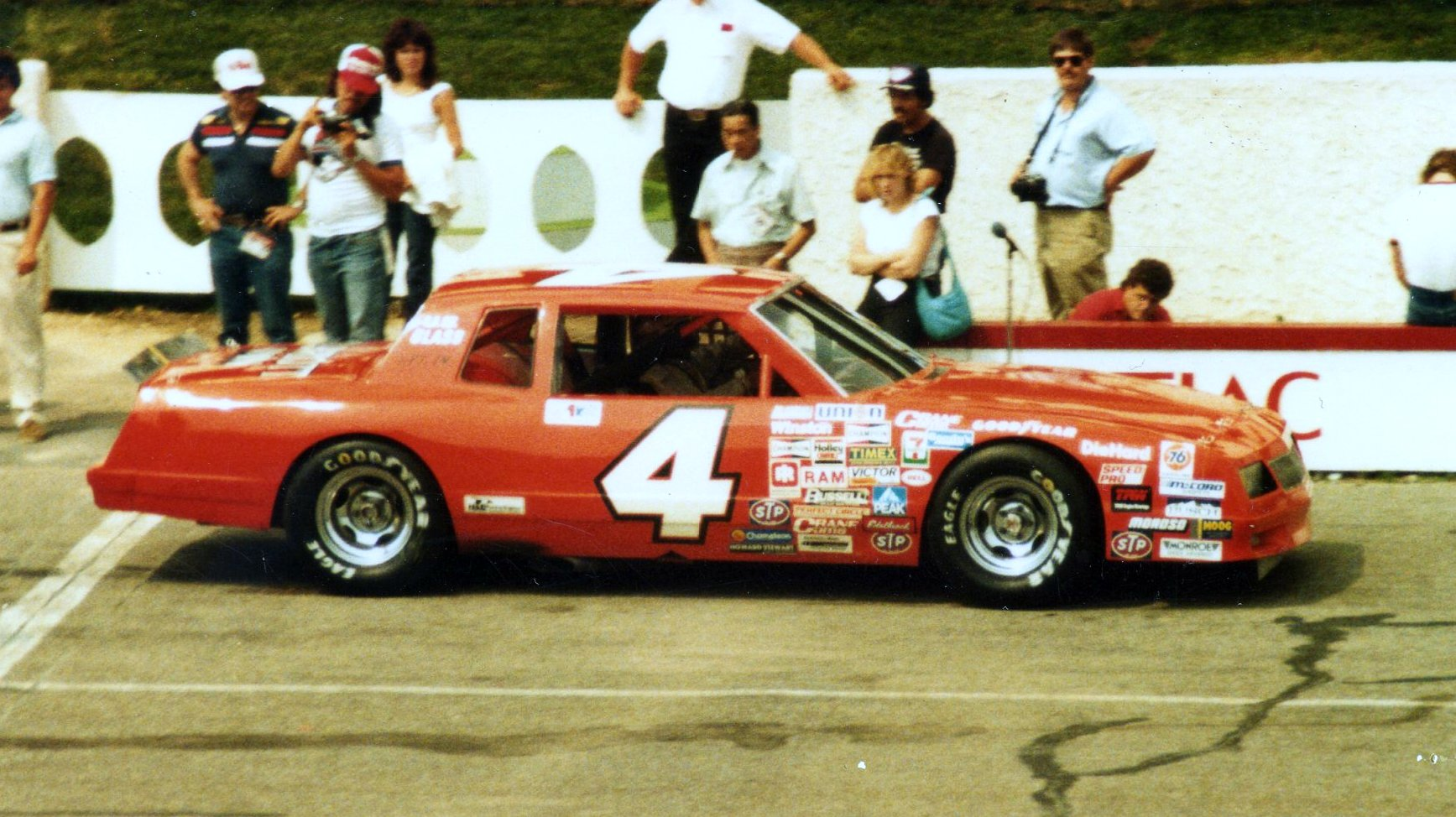
Tommy Ellis / Morgan-McClure Motorsports, 1984

Tommy Ellis (* 8. August 1947 in Richmond, Virginia) ist ein ehemaliger US-amerikanischer NASCAR-Rennfahrer. Im Jahre 1988 war er Meister der Busch Grand National Series, der heutigen Nationwide Series.

## Karriere
Ellis war ein Experte für kurze Ovalstrecken. Auf diesen hatte er fast immer eine Chance auf den Rennsieg. 1981 gewann er die Meisterschaft in der Late Model Sportsman Division, der Vorgängerserie der heutigen Nationwide Series. Auch in der 1982 gegründeten Nachfolgerserie, die zunächst Budweiser Late Model Sportsman Series hieß und 1984 in Busch Grand National Series umbenannt wurde, gehörte Ellis zu den Fahrern, die regelmäßig um Siege mitfuhren. In den ersten beiden Jahren gewann er acht Rennen. 1982 wurde er Dritter und 1983 Vierter der Gesamtwertung.
Die guten Leistungen in der Budweiser Late Model Sportsman Series brachten Ellis das Angebot, in der Saison 1984 für Morgan-McClure Motorsports im Winston Cup, dem heutigen Sprint Cup, zu fahren. Dort pilotierte er den Chevrolet mit der Startnummer 4. Er beendete die Saison auf Platz 31 der Gesamtwertung. Ab 1985 startete er für das Team von Eric Freedlander. Am Ende der Saison 1986 wurde sein Vertrag wegen ausbleibender Erfolge aufgelöst und seine Karriere als Vollzeitfahrer im Winston Cup war nach nur drei Jahren beendet. 1989 und 1991 er kehrte für ein paar Rennen in den Cup zurück, um andere Fahrer zu vertreten, die wegen Verletzungen oder Sperren nicht antreten konnten. In seiner gesamten Cup-Karriere bestritt er 78 Rennen, von denen er sechs in den Top 10 beendete.
Nach seiner Vertragsauflösung als Vollzeitfahrer in Winston Cup fuhr Ellis ab der Saison 1987 wieder vermehrt in der Busch Grand National Series. In der Saison 1988 gewann er in dieser die Meisterschaft im Buick mit der Startnummer 99 von J&J Racing. 1990 fuhr er sein letztes Rennen für dieses Team. Danach war er nur noch als Teilzeitfahrer in der Busch Grand National Series aktiv. Am 19. August 1995 bestritt er sein letztes Rennen in der Busch Grand National Series auf dem Michigan International Speedway. Er beendete es auf dem 34. Platz. In seiner Busch-Grand-National-Series-Karriere bestritt Ellis insgesamt 235 Rennen. 22 Mal gewann er, 70 Mal kam er in den Top 5 und 108 Mal in den Top 10 ins Ziel.